# Basauri
Basauri város Spanyolországban,  Bizkaia tartományban. Basauri Bilbao, Etxebarri, Zaratamo, Arrigorriaga és Galdakao községekkel határos. Lakosainak száma 40 388 fő (2024).

## Népesség
A település lakosságának változását az alábbi diagram mutatja:
| Lakosok száma | 46 669 | 44 627 | 43 250 | 42 657 | 41 971 | 41 624 | 40 877 | 40 589 | 40 324 | 40 388 |
|               | 2001   | 2004   | 2007   | 2009   | 2012   | 2014   | 2017   | 2019   | 2022   | 2024   |